# Don't Mess With My Man
Singles de Booty Luv
Shine Some Kinda Rush
Pistes de Boogie 2nite
Shine
Dont Mess With My Man est le 3e single des Booty Luv. Il est commercialisé le 10 septembre 2007, une semaine avant la sortie de leur premier album, Boogie 2nite.
Ce morceau est une reprise du tube de Lucy Pearl, datant de 2000.

## Liste des pistes
| #      | Titre                                               | Durée |
| ------ | --------------------------------------------------- | ----- |
| Single |                                                     |       |
| 1.     | Don't Mess With My Man [Radio Edit]                 | —     |
| 2.     | Don't Mess With My Man [Seamus Haji Big Love Remix] | —     |

| #    | Titre                                               | Durée |
| ---- | --------------------------------------------------- | ----- |
| Maxi |                                                     |       |
| 1.   | Don't Mess With My Man [Radio Edit]                 | —     |
| 2.   | Don't Mess With My Man [Extended]                   | —     |
| 3.   | Don't Mess With My Man [Seamus Haji Big Love Remix] | —     |
| 4.   | Don't Mess With My Man [Thomas Gold Remix]          | —     |
| 5.   | Don't Mess With My Man [Ryden's Live Edit]          | —     |

## Classement des ventes
| Pays                | Meilleure position |
| ------------------- | ------------------ |
| Royaume-Uni (Dance) | 1                  |
| Espagne             | 3                  |
| Royaume-Uni         | 11                 |
| Irlande             | 26                 |
| Pays-Bas            | 29                 |
| Pologne             | 64                 |